# 英格蘭及威爾斯資深主審法官
英格蘭及威爾斯資深主審法官（英語：Senior Presiding Judge for England and Wales）是英格蘭及威爾斯上訴法院法官，由英格蘭及威爾斯首席法官任命，負責監督英格蘭和威爾斯各司法轄區內的主審法官。首席法官有權為每六個司法轄區任命兩名或以上的主審法官以監督各地方法官如巡迴法官、地方法官、特委法官和裁判官。而資深主審法官負責各地方司法轄區內的人事任免及加強法院、司法機構與政府間的聯絡。
資深主審法官一職在1983年創立，Sir Tasker Watkins是首位擔任該職和在位時間最長的法官。該職位隨著1990年法院及法律服務法令頒佈而獲得法律基礎。

## 歷任資深主審法官
- 1983：Sir Tasker Watkins VC GBE[1]
- 1991：Sir Anthony McCowan[4]
- 1995：Sir Robin Auld[5][6]
- 1998：Sir Igor Judge[7]
- 2003：Sir John Thomas[8]
- 2007年1月1日：Sir Brian Leveson[9]
- 2010年1月1日：Sir John Goldring[10]
- 2013年1月1日：Sir Peter Gross[11]
- 2016年1月1日：Sir Adrian Fulford[12]
- 2017年4月3日：Dame Julia Macur[13]

## 歷任暫委資深主審法官
隨著《2005年憲制改革法令》頒佈，資深主審法官職責大增，至使首席法官需為該職位設立副手。暫委資深主審法官一職曾兩度因原法官升職而懸空得二十一個月之久。
- 2006年1月1日：Sir Brian Leveson[14]
- 2007年1月1日：懸空
- 2008年10月：Sir John Goldring[15]
- 2010年1月1日：懸空
- 2011年10月3日：Sir Peter Gross[16]
- 2013年1月1日：懸空
- 2015年1月1日：Sir Adrian Fulford
- 2016年1月1日：Dame Julia Macur[12]
- 2017年10月10日：Kathryn Thirlwall[17]